# Yossarian
John Yossarian è il protagonista del romanzo di Joseph Heller Comma 22 (1961). È un antieroico capitano ventottenne dell'aeronautica militare statunitense durante la seconda guerra mondiale, ossessionato dall'idea che migliaia di persone sconosciute, a cui lui personalmente non ha fatto nulla, tentino continuamente di ucciderlo, sia direttamente (attaccando il suo aeroplano) che indirettamente (obbligandolo a eseguire missioni).
A causa del suo rifiuto del militarismo e della sua assurda logica (esemplificata nel libro dal paradosso del Comma 22), Yossarian divenne un'icona del movimento pacifista americano degli anni sessanta, il quale, manifestando contro la Guerra del Vietnam, fece spesso uso dello slogan Yossarian lives (Yossarian vive).
Nel 1994 Heller lo riprende, assieme ad altri personaggi di Comma 22, nel romanzo Tempo scaduto.